# Манка ди Сопра (Потенца)
Манка ди Сопра (итал. Manca di Sopra) је насеље у Италији у округу Потенца, региону Базиликата.
Према процени из 2011. у насељу је живело 73 становника. Насеље се налази на надморској висини од 612 м.